# Ivo Pelicon
Ivan Pelicon (Rakek, 1922 - Ljubljana, 12. april 1987) je bio ambasador SFRJ u Keniji.

## Biografija
Rođen u Rakeku (današnja Slovenija) 1922. godine. Završio je Ekonomski fakultet u Beogradu 1949. godine.
Priključio se NOB 1943. godine a član SKJ je postao 1944. godine. Posle oslobođenja je bio načelnik za statistiku Ministarstva građevine NR Slovenije, načelnik odeljenja u Institutu za međunarodnu politiku, zatim (1954-1965) radio u diplomatskoj službi. Bio je trgovinski ataše u Sovjetskom Savezu, ekonomski savetnik Ambasade FNRJ u Indoneziji i pomoćnik načelnika uprave u Državnom sekretarijatu za inostrane poslove. Jedno vreme (1965-1969) radi je u Saveznoj skupštini i Savetu federacije, a ponovo je u diplomatskoj službi od 1969. godine.

## Literatura
- JUGOSLOVENSKI SAVREMENICI- Ko je ko u Jugoslaviji. Beograd: Hronometar. 1970.
- Ivo Pelicon